# Trichomanes macilentum
Trichomanes macilentum Bosch é uma planta que foi descrita pela primeira vez por V. d. Bosch. Trichomanes macilentum pertence ao gênero Trichomanes e à família Hymenophyllaceae.
Esta planta está distribuída em:
- Região Norte do Brasil
  - Estado do Pará
  - Estado do Amazonas
  - Estado do Acre
- Região Guayana da Venezuela
  - Estado de Amazonas
  - Estado de Bolívar
- Colômbia
  - Departamento de Amazonas
  - Departamento de Caquetá
  - Departamento de Guaviare
  - Departamento de Vaupés
- Guiana

De acordo com os registros botânicos, a espécie é classificada como uma erva e apresenta hábito terrestre ou rupícola. É encontrada em florestas úmidas de terra firme, especialmente em áreas onde há presença de rochas e solo arenoso.

## Características Morfológicas
A raiz da planta é verdadeira e robusta. O caule pode ser longo e reptante ou curto e reptante até subereto. As folhas estão dispostas de forma esparsa ao longo do caule. São frondes monomórficas, com presença de estípites longos e alados. A raque das frondes também é completamente alada. A segmentação das frondes é pinatifida ou pinatissecta, não apresentando falsas vênulas. A lâmina foliar é glabra, sem tricomas laminarem tricomas. As alas perpendiculares ao tecido laminar estão ausentes, assim como apêndices radicantes nas trofófilas. Os esporângios possuem invólucros tubulares, imersos no tecido laminar, com margens truncadas. Os esporos possuem forma trilete e são papilados ou equinados em sua ornamentação.